# لويد جيمس
لويد جيمس (بالإنجليزية: Lloyd James)‏ هو لاعب كرة قدم بريطاني في مركز الوسط، ولد في 16 فبراير 1988 في برستل في المملكة المتحدة. شارك مع منتخب ويلز تحت 17 سنة لكرة القدم ومنتخب ويلز تحت 19 سنة لكرة القدم ومنتخب ويلز تحت 21 سنة لكرة القدم. أما مع النوادي، فقد لعب مع فوريست غرين وكولتشستر يونايتد ونادي ساوثهامبتون ونادي كرولي تاون ونادي ليتون أورينت.

## وصلات خارجية
- لويد جيمس على موقع قاعدة بيانات كرة القدم.إي يو (الإنجليزية)
- لويد جيمس على موقع Soccerbase.com (لاعب) (الإنجليزية)